# Contea di Liucheng
La contea di Liucheng (柳城县S, Liǔchéng XiànP) è una contea della Cina, situata nella regione autonoma di Guangxi e amministrata dalla prefettura di Liuzhou.